# Luna 12
Luna 12 další sonda ze Sovětského svazu, z programu Luna, která se stala v roce 1966 umělou družicí Měsíce, třetí ze Země. V katalogu COSPAR byla později označena jako 1966-094A.

## Popis sondy
Typ E-6LF byl vyroben jako všechny Luny počínaje Lunou 9 v konstrukčním středisku OKB Lavočkina v Chimkách. Konstrukčně byl stejný, jako předchozí sonda Luna 11
Základem konstrukce tříose stabilizované sondy byl raketový kapalinový motor napojený přes čerpadla na nádrže s pohonnými hmotami. Další motorky byly umístěny po straně na nosnících, dále nádržky na stlačený plyn používaný pro korekční motorky. Pak zde bylo pouzdro se systémem orientace sondy podle hvězd. Dále zde byla vysílací aparatura pro přenos signálů na Zemi, chemické akumulátory, snímací aparatura ke snímkování povrchu Měsíce, detektory mikrometeoritů a přístroje pro měření radiace. Hmotnost sondy byla 1620 kg.

## Průběh letu
Start nosné rakety Molnija se sondou byl dopoledne 22. října 1966 z kosmodromu Bajkonur. Nejprve byla vynesena na nízkou oběžnou dráhu 199-212 km nad Zemí (též uváděna jako parkovací).
Dne 23. října 1966 byla provedena první korekce dráhy sondy. Dne 25. října byl zapálen na 28 sec.brzdící motor a tím se sonda dostala na oběžnou dráhu Měsíce se sníženou rychlostí na 1148 km/sec a stala se z ní jeho třetí funkční družicí. Nad odvrácenou stranou Měsíce započala z výšky 100 km pořizovat snímky povrchu oblastí Mare Imbrium a Oceanus Procellarum s rozlišením detailů na cca 15-20 metrů.
Na oběžné dráze pracovala do 19. ledna 1967 a pak se spojení přerušilo. V té době měla za sebou 602 oběhů a 302 radiových relací.